# Astghadzor
Astghadzor – wieś w Armenii, w prowincji Gegharkunik. W 2011 roku liczyła 4215 mieszkańców.